# Aphelandra eurystoma
Aphelandra eurystoma är en akantusväxtart som beskrevs av Gottfried Wilhelm Johannes Mildbraed. Aphelandra eurystoma ingår i släktet Aphelandra och familjen akantusväxter. Inga underarter finns listade i Catalogue of Life.